# Alexeï Stepanovitch Bogolioubov
Arkhip Petrovitch Emelianov (pseudonyme Alexeï Stepanovitch Bogolioubov) (en russe : Алексей Степанович Боголюбов) est né le 2 mars 1854 (14 mars dans le calendrier grégorien), dans la stanitsa de Semikarakorsk, oblast de l'armée du Don, dans l'Empire russe, et est mort après 1887, à Kotchetovskaïa (ru), oblast de l'armée du Don dans l'Empire russe. C'est un Russe révolutionnaire, membre des narodniki et de l'organisation Terre et Liberté.

## Biographie
Alexeï Bogolioubov naît dans une famille de prêtres orthodoxes. Il est diplômé du séminaire théologique du Don à Novotcherkassk, puis étudie à l'Institut vétérinaire de Kharkov.
À partir de 1874, il mène des actions de propagande dans la région du Don, puis, en 1876, il part pour Saint-Pétersbourg et entre dans le mouvement Terre et Liberté. Il est également membre des Narodniki.
Le 6 décembre 1876, Bogolioubov est arrêté pour participation à la manifestation politique de la place de Kazan à Saint-Pétersbourg. Il est jugé par le Tribunal spécial du sénat lors du procès tenu du 18 janvier 1877 au 25 janvier 1877, qui le condamne à 15 ans de bagne (katorga).
Durant l'été 1877, il est incarcéré à la prison de détention provisoire de Saint-Pétersbourg. Lors de la promenade, il ne retire par son chapeau lorsque le gouverneur civil de Saint-Pétersbourg Fiodor Fiodorovitch Trepov passe devant lui. C'est la raison pour laquelle le 25 juin il est fouetté de verges. Cette condamnation injuste à une peine corporelle a provoqué l’émeute des autres prisonniers. Cette histoire de Bogolioubov a servi de raison à Véra Zassoulitch pour commettre sa tentative d'assassinat du gouverneur Fiodor Trepov le 5 février 1878.
Durant son séjour à la katorga de Karkhov, Bogolioubov est atteint d'une maladie mentale et il est transféré à l'hôpital psychiatrique de Kazan. Le 14 janvier 1887, il est confié à la garde de son père. Alexeï Bogolioubov meurt en 1887 ou plus tard à Kotchetovskaïa, oblast de l'armée du Don dans l'Empire russe. Anatoli Koni affirme que deux ans après avoir été soumis à la flagellation aux verges, Bogolioubov est mort à l'hôpital de la prison centrale de Petchenihy près de Karkhov, dans un état de démence profonde.

## Versions de l'histoire de Bogolioubov
Anatoli Koni, qui travaillait alors en tant que vice-directeur de département du ministère de la justice de l'Empire russe, se souvient : 

« Le camarade du procureur Platonov, qui dirigeait les locaux de détention des prisonniers, a donné tous les détails de l'affaire. Le gouverneur Trepov est arrivé vers 10 heures du matin pour l'une ou l'autre raison à la prison de détention provisoire. Il y rencontre Bogolioubov et le détenu Kadian. Ils saluent tous deux le gouverneur. Bogolioubov s'entretient avec lui. Mais quand le gouverneur repasse dans la cour une seconde fois, les autres détenus le saluent à nouveau mais pas Bogolioubov qui n'enlève pas sa casquette. Quelque chose avait énervé Trepov avant cela et il saute sur le prisonnier en hurlant : « Chapeau bas ! » et frappe Bogolioubov à la tête. Bogolioubov est stupéfait. Presque tous les détenus sont politiques (et non de droit commun) et ils regardent le gouverneur par les fenêtres en grimpant sur leur tinettes, poussent des cris et commencent à protester. Alors Trepov, en colère, ordonne de flageller Bogolioubov, puis quitte la prison de détention provisoire. La sanction n'est pas exécutée immédiatement, mais au bout de trois heures seulement, et après avoir annoncé les préparatifs de la sanction à toute la prison. La flagellation de Bogolioubov s'effectue sous la direction de l'officier en chef de la police, Andrian Dvorjitski. L'excitation nerveuse des prisonniers, et surtout des femmes prisonnières est à son comble. Elles deviennent hystériques, sont stupéfaites, se jettent par les fenêtres. L'image de la maison de détention devient terrifiante, selon Platonov. La présence de médecins devenait nécessaire parce que l'on pouvait s'attendre à des tentatives de suicide et à des débordements collectifs de la part des détenus. Bogolioubov, qui a enduré sa sanction en silence a ensuite été directement transféré au château de Lituanie »